# Юдыцкий, Виктор Станиславович
Виктор Станиславович Юдыцкий (1830 — после 1880) — российский врач; надворный советник.

## Биография
Виктор Юдыцкий родился в 1830 году. По окончании в 1861 году Императорского Московского университета Юдыцкий получил звание лекаря.
В 1876 году В. С. Юдыцкий исправлял должность Цивильского уездного врача в Казанской губернии, а через два года он был назначен старшим врачом санитарного поезда.
В 1879 году Виктор Станиславович Юдыцкий снова вернулся работать в Цивильск. 
Его перу принадлежит «Очерк болезненности Чистопольского уезда», напечатанный в «Дневнике общества врачей города Казани» (1880 г., №№ 160, 288, 337, 384; 1881 г., №№ 72, 168, 263, 311, 359, 515).